# Nossa Senhora da Vitória
Nossa Senhora da Vitória é um título mariano católico venerado em Portugal, em particular na Freguesia de Famalicão, concelho da Nazaré, Portugal.
Na paróquia de Famalicão, um dos antigos cultos populares é a Nossa Senhora do Livramento, a qual se encontrava num pequeno nicho junto à estrada, na localidade de Quinta Nova. Esta imagem foi venerada por muitos, que por ela passavam em direcção à Nazaré. Mais tarde, teve de ser recolhida para a casa da proprietária do terreno, devido a assaltos e vandalismos.
Do culto à Senhora da Vitória em Famalicão no concelho da Nazaré, sabe-se que foi trazido pelas gentes da Praia das Paredes da Vitória, que no início do século XVI se vieram fixar, trazendo com eles o culto de Nossa Senhora da Vitória.
A primitiva Imagem da Senhora da Vitória não chegou até aos nossos dias, mas podemos ver a bandeira com a respectiva imagem, a qual facilmente se constata que tem pouco a ver com a imagem que hoje se venera, e que é datada do século XVIII.
Escultura em madeira policromada de regular qualidade, com olhos de vidro, representando a Virgem Maria com o Menino ao colo, assente numa nuvem com várias cabecinhas de anjo, sob a invocação de Nossa Senhora da Vitória, evocando a vitória da vida sobre a morte, entre o bem e o mal. Sobre o ombro esquerdo pende um manto azul bordado a efeitos vegetativos dourados, que cai em ligeiras pregas até aos pés. No seu braço esquerdo segura o Menino, de largos caracóis louros. A Imagem foi ao longo dos tempos se degradando, tendo sido feitos alguns trabalhos de restauro, os quais lhe foram retirando a pintura inicial. Foi restaurada profundamente em 20 de Maio de 2005, aquando da comemoração dos 100 anos da sua Coroação, tendo sido feito um trabalho de limpeza até à própria madeira, sendo posteriormente pintada com as cores originais.

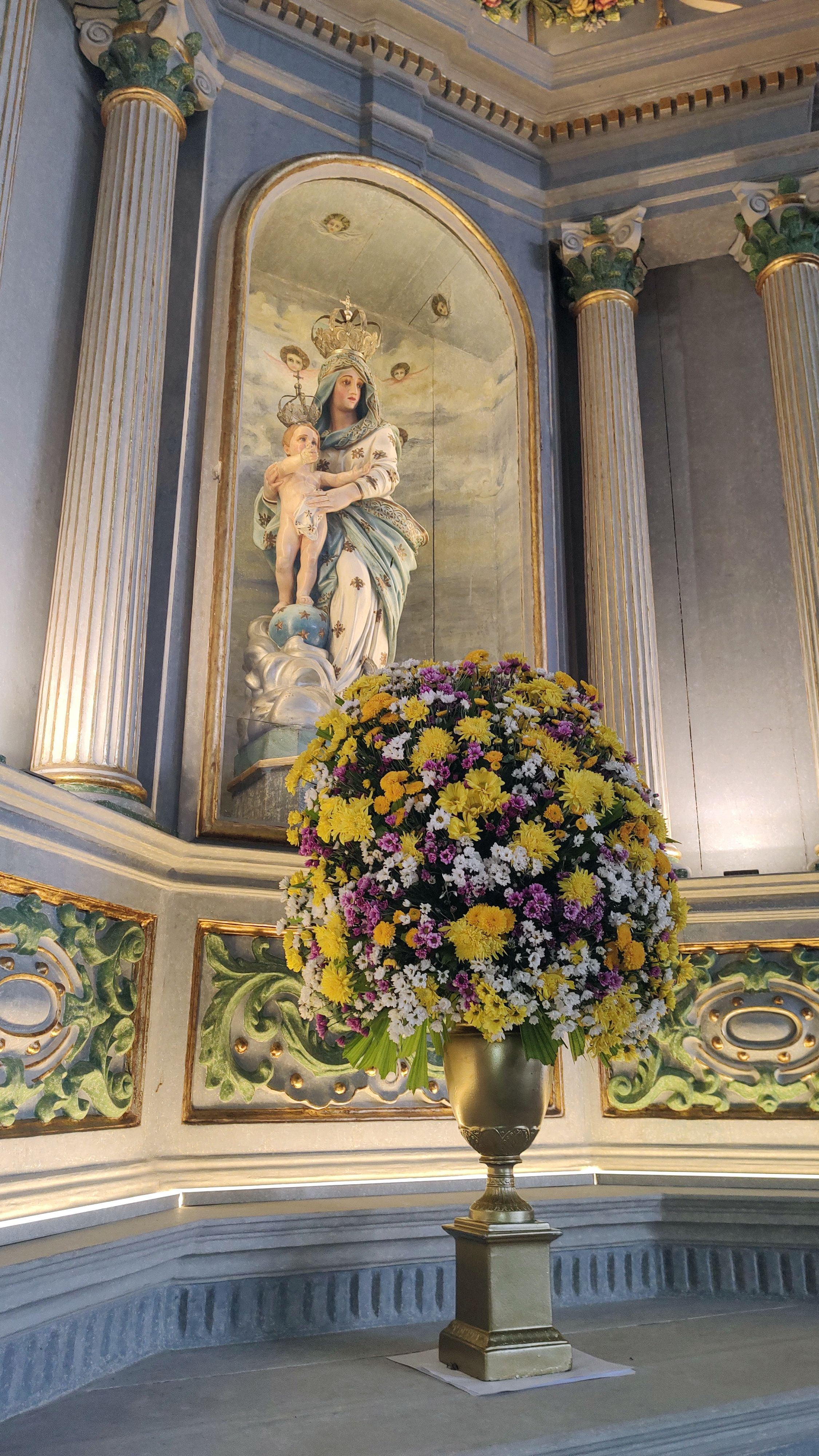
Altar de Nossa Senhora das Vitórias na Catedral Metropolitana de Maceió, Alagoas.

Da herança que nos chega até hoje, só se pode ver a inúmera quantidade de ouro e mantos, entre outros objectos, que ao longo dos anos, o povo da Paróquia ofereceu à sua Padroeira. 
A festa de Nossa Senhora da Vitória tem lugar no segundo Domingo de Agosto, trazendo consigo inúmeros romeiros.
No Brasil, Nossa Senhora da Vitória é a padroeira oficial do Club de Regatas Vasco da Gama, que possui fortes conexões com a cultura portuguesa e do Esporte Clube Vitória, que possui uma capela com a imagem da sua padroeira no Barradão. 
A Catedral Metropolitana de São Luís do Maranhão é dedicada à santa, foi edificada a partir de 1690 pela Companhia de Jesus, instalada no Maranhão desde os inícios do século XVII. Ainda no Brasil existe a devoção a Nossa Senhora da Vitória em Oeiras, a primeira capital do Piauí, tendo sido elevada a freguesia em 1696. A igreja primitiva foi substituída por um novo templo, concluído em 1733. No século XX Nossa Senhora da Vitória foi eleita padroeira do estado do Piauí. É a padroeira da Arquidiocese de Vitória do Espírito Santo e a Catedral a tem por padroeira.